# 58097 Alimov
58097 Alimov è un asteroide della fascia principale. Scoperto nel 1976, presenta un'orbita caratterizzata da un semiasse maggiore pari a 2,5658415 UA e da un'eccentricità di 0,2619666, inclinata di 12,93965° rispetto all'eclittica.